# South Island (Aleuten)
South Island ist eine unbewohnte Insel der Andreanof Islands, die zu den Aleuten 
gehören. Das etwa 500 m lange Eiland liegt in der Bay of Islands von Adak Island.